# Drštěkryje
Drštěkryje je malá vesnice, část obce Samšina v okrese Jičín. Nachází se asi 1 km na východ od Samšiny. V roce 2009 zde bylo evidováno 28 adres. V roce 2001 zde trvale žilo 26 obyvatel.
Drštěkryje je také název katastrálního území o rozloze 2,55 km2. V katastrálním území Drštěkryje leží i Betlem a Všeliby.

## Historie
První písemná zmínka o obci je z roku 1360.
V letech 1850–1950 k vesnici patřil Betlem.

## Pamětihodnosti
- studánka s léčivou vodou
- roubenky
- socha sv. Jana Nepomuckého
- kaple sv. Prokopa
- přírodní památka Dubolka